# Idaea nigrociliata
Idaea nigrociliata är en fjärilsart som beskrevs av Chalmers-hunt 1961. Idaea nigrociliata ingår i släktet Idaea och familjen mätare. Inga underarter finns listade i Catalogue of Life.